# Stinspoort
Een stinspoort is een poortgebouw behorende bij een stins. 
In Friesland zijn nog acht stinspoorten bewaard gebleven. Stinspoorten bevatten doorgaans een duivenslag. Een uitzondering is het poortgebouw van de Epema State, dat in 1880 voor het laatst werd herbouwd zonder duivenslag.

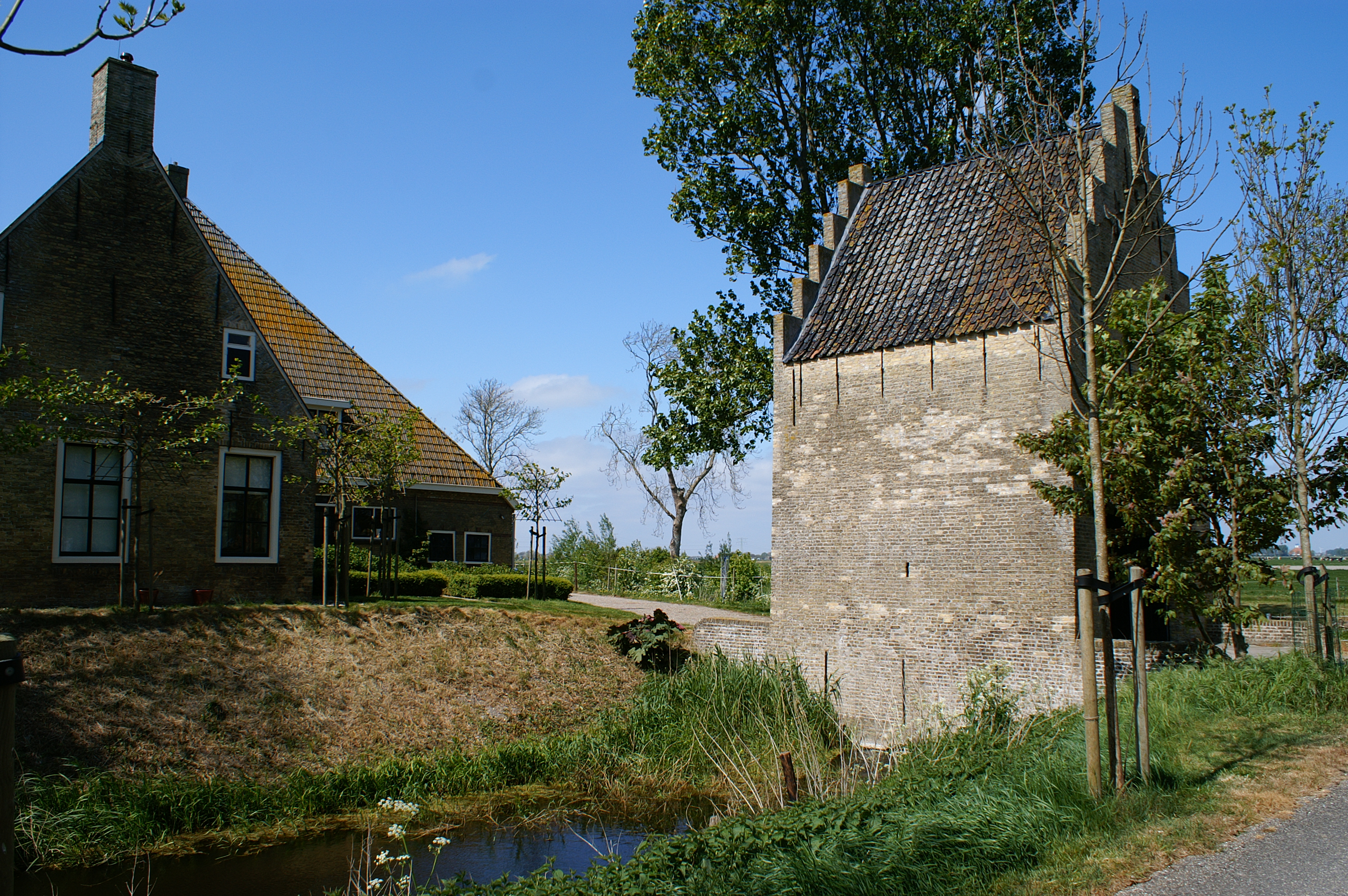
Achlum Groot Deersum
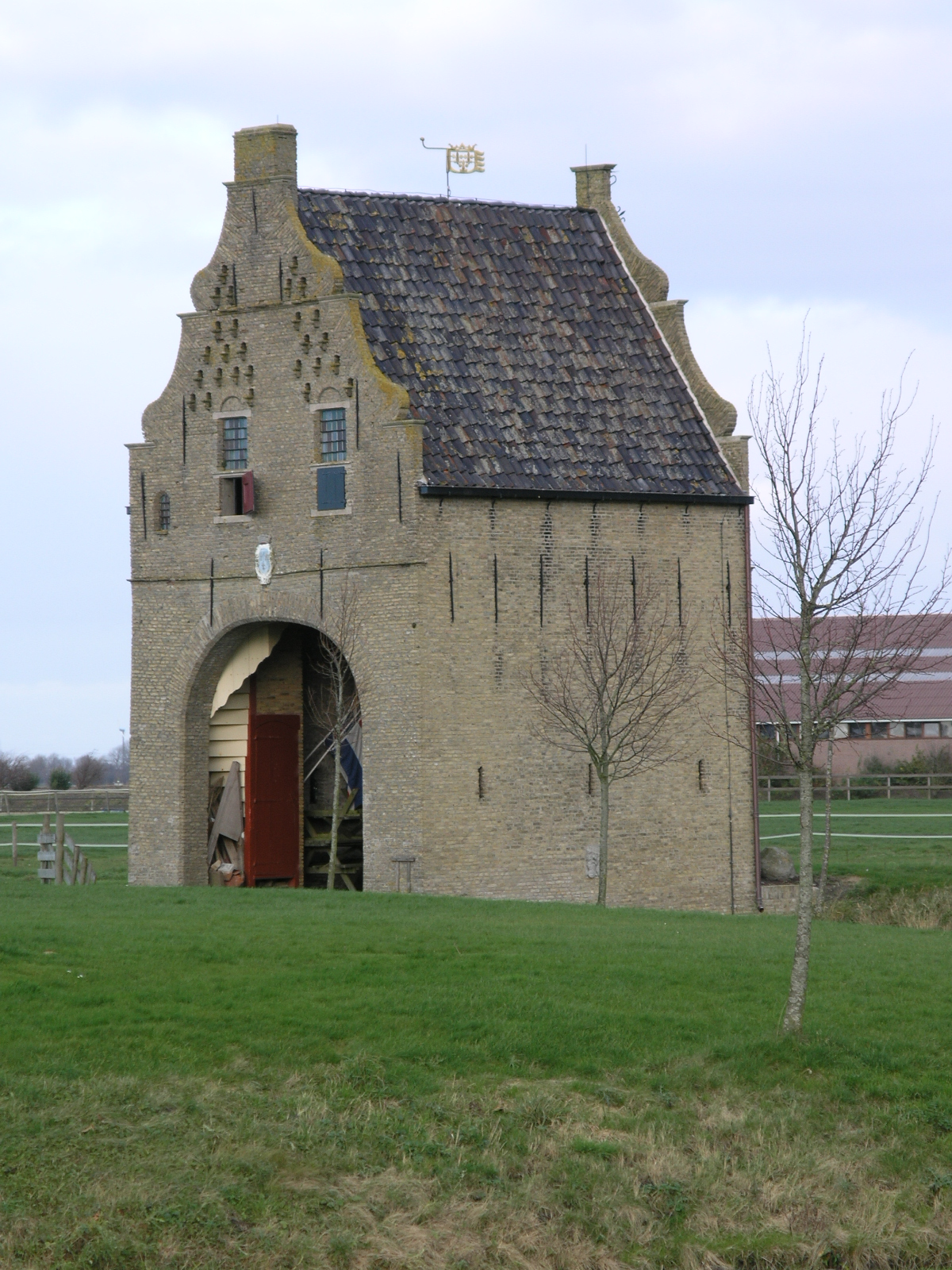
Beers Uniastate
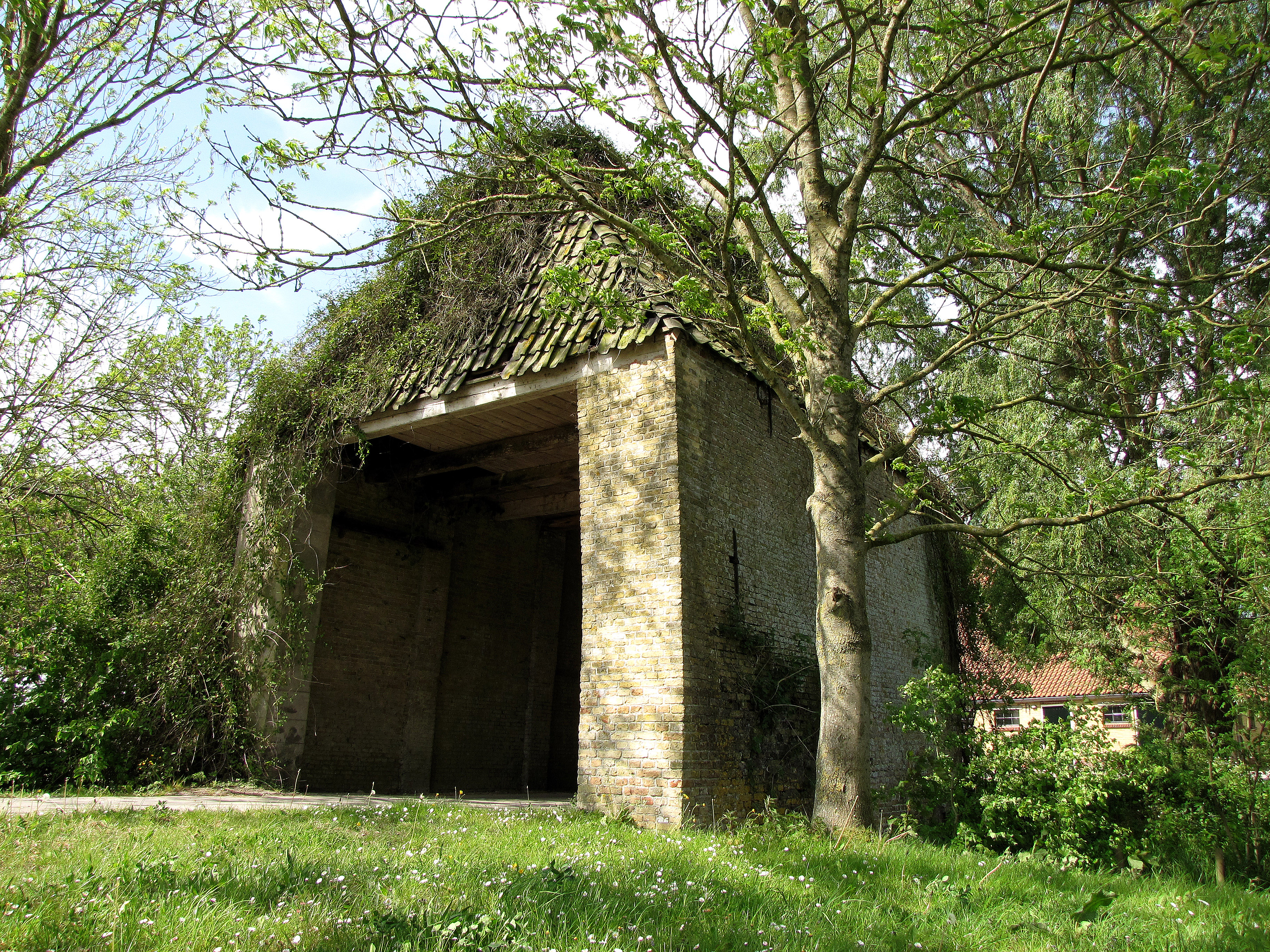
Herbaijum Sickema State
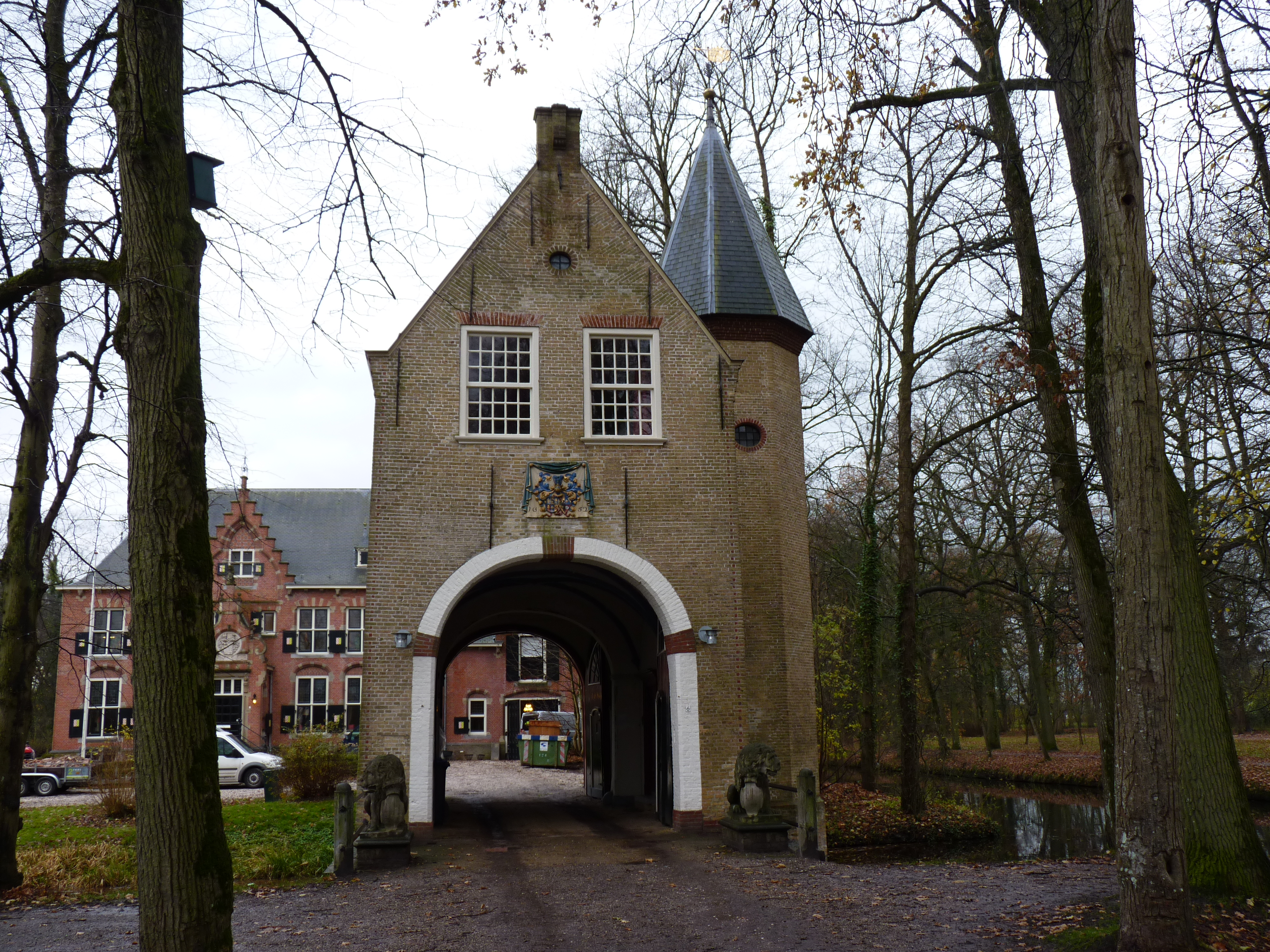
IJsbrechtum Epema State
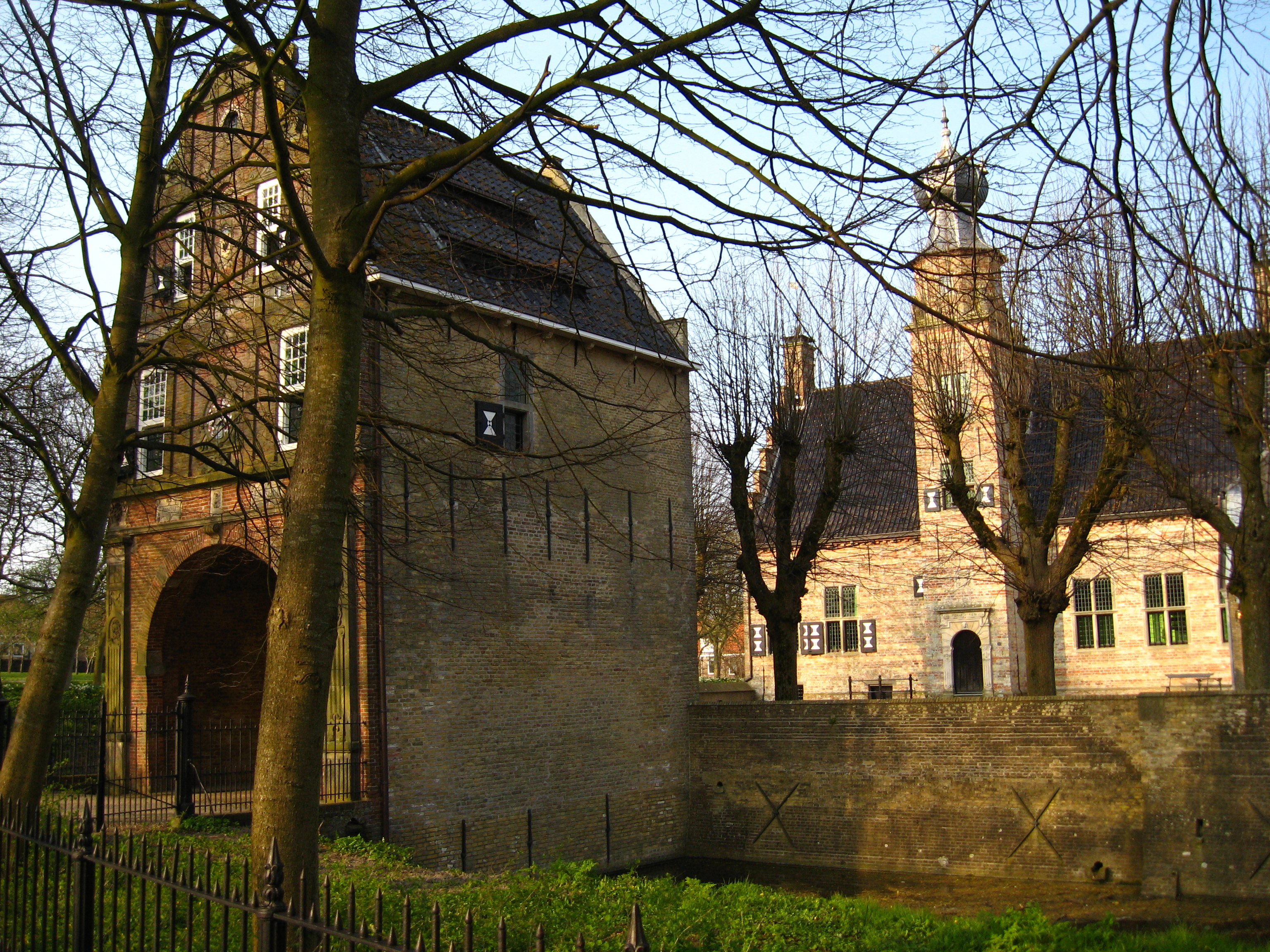
Marssum Poptaslot
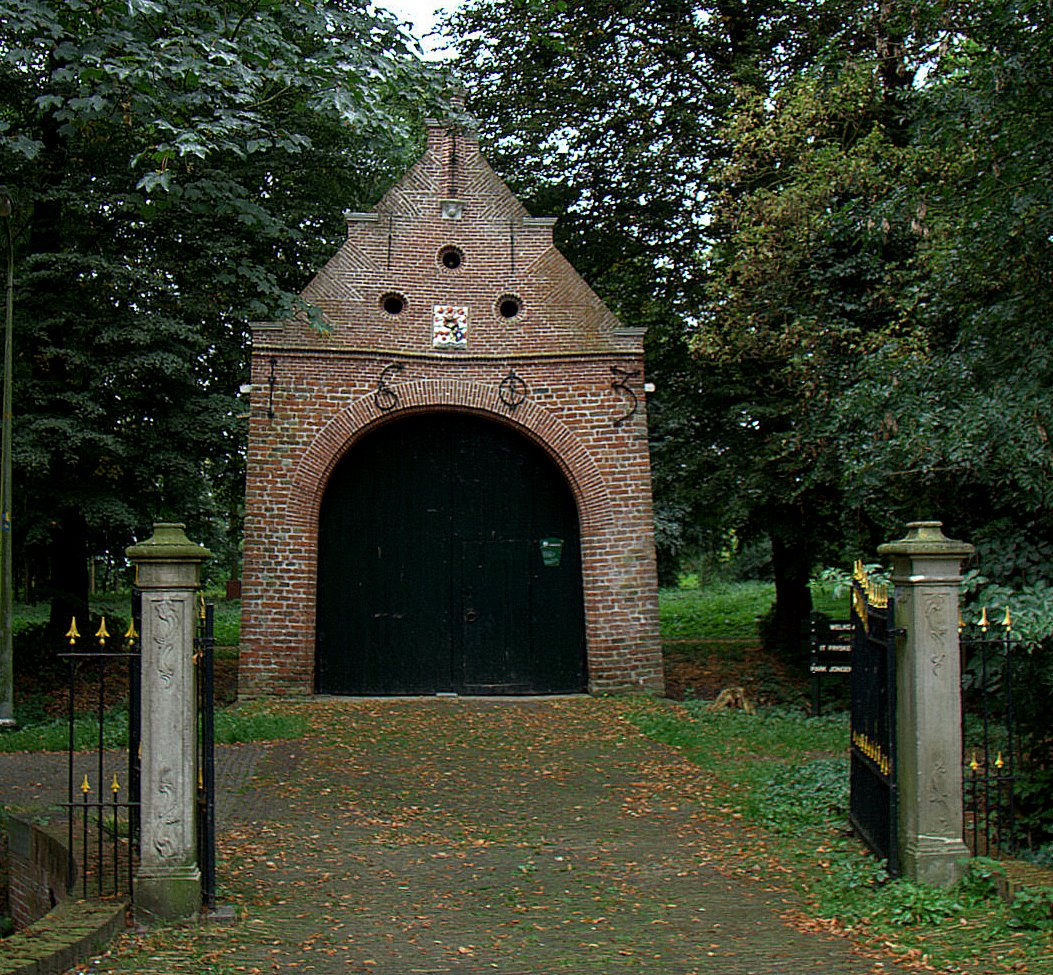
Rauwerd Jongema State
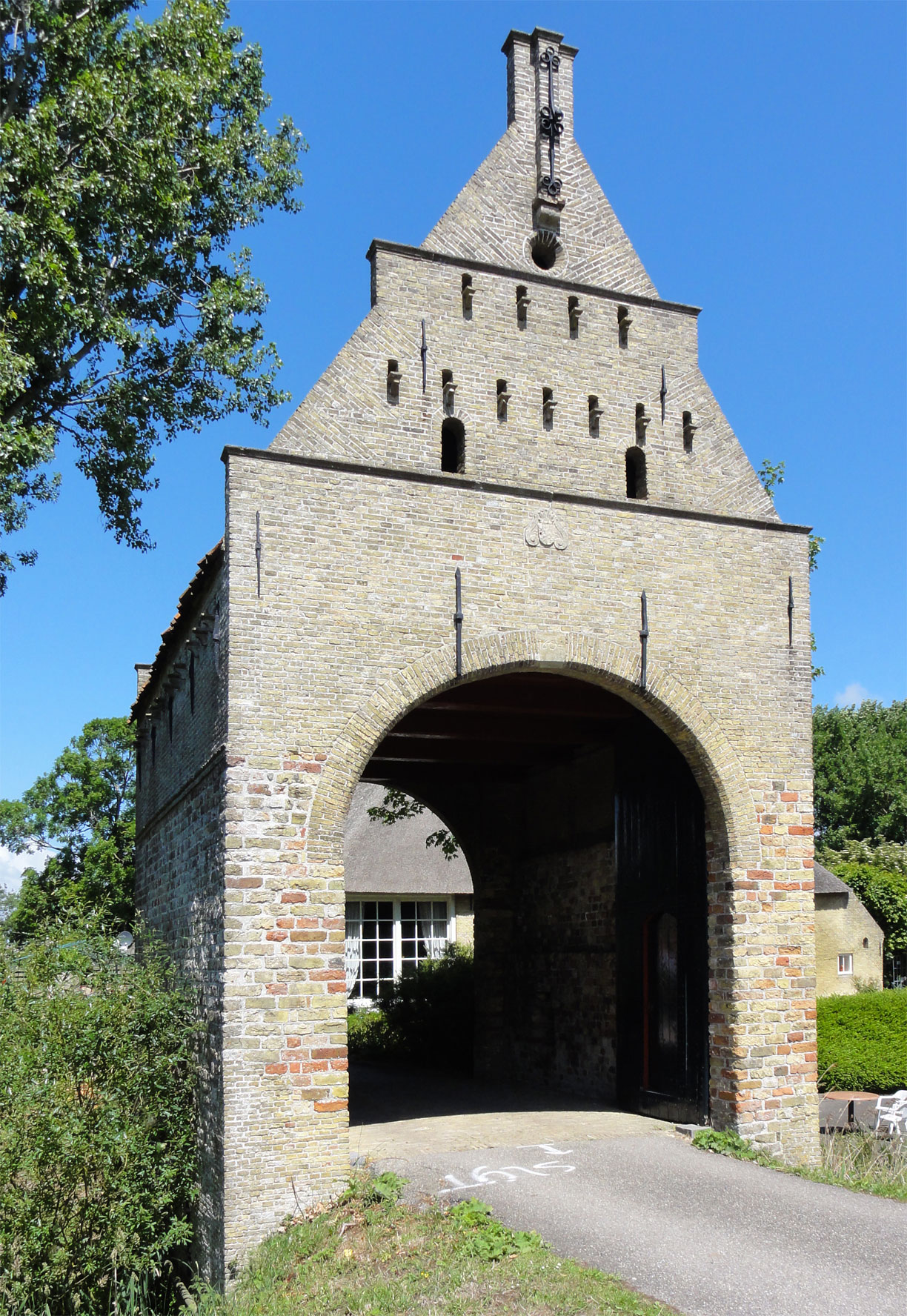
Sexbierum Liauckama State
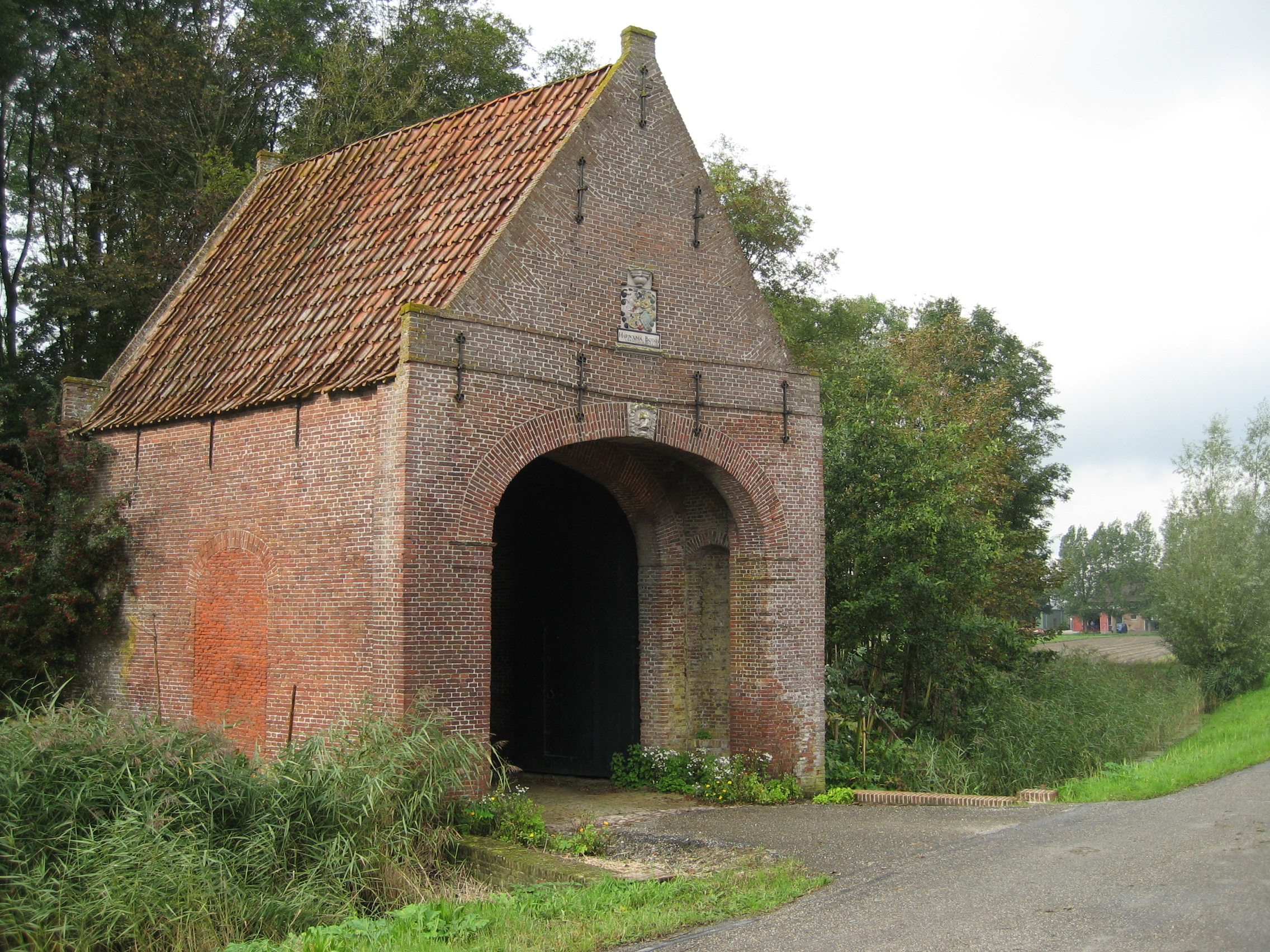
Waaxens Sjucksmastate